# Posiń
Posiń (łot. Pasiene) – miejscowość na Łotwie, w novadsie Lucyn. W 2008 roku liczyła 385 mieszkańców.
Siedziba parafii. Leży nad rzeką Zilupe.

## Historia
Miejscowość w źródłach historycznych była wzmiankowana po raz pierwszy w XVI wieku. W 1694 roku biskup inflancki Mikołaj Korwin-Popławski umieścił tu zakon dominikanów i wybudował tu początkowo drewniany kościół i klasztor, który wkrótce stał się ważnym ośrodkiem katolicyzmu. Rozbudował zespół wojewoda Kazimierz Pohorski. W 1753 roku klasztor spłonął, w związku z czym wybudowano nowy murowany barokowy kościół i klasztor z pomocą kanclerza Jana Andrzeja Borcha. Klasztor zlikwidowały władze rosyjskie w 1832 roku. Około 1850 roku wybudowano w miejscowości pałac. Od 1879 roku własność dziedziczna Zofii Ciechanowieckiej. W 1882 roku miasteczko prawie całkowicie spłonęło.
Obecnie znajduje się tu zarząd pagastu, szkoła, przedszkole, biblioteka i poczta.

## Zabytki
- Kościół katolicki pw. św. Dominika z lat 1753–1761, projekt Antonio Paracca lub Joannes Dyderszteyn w stylu baroku wileńskiego. Dwie górne kondygnacje kościoła nawiązują do hełmu katedry na Wawelu[2].
- Dwór

## Galeria

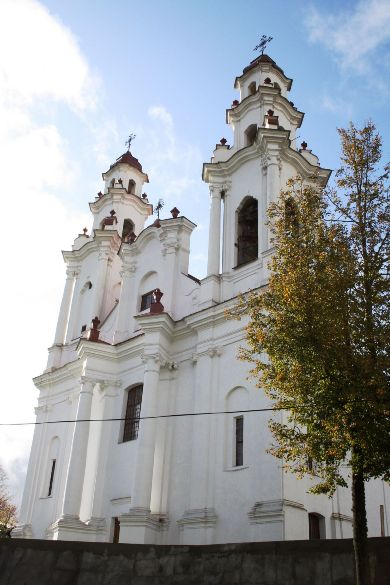
Kościół św. Dominika
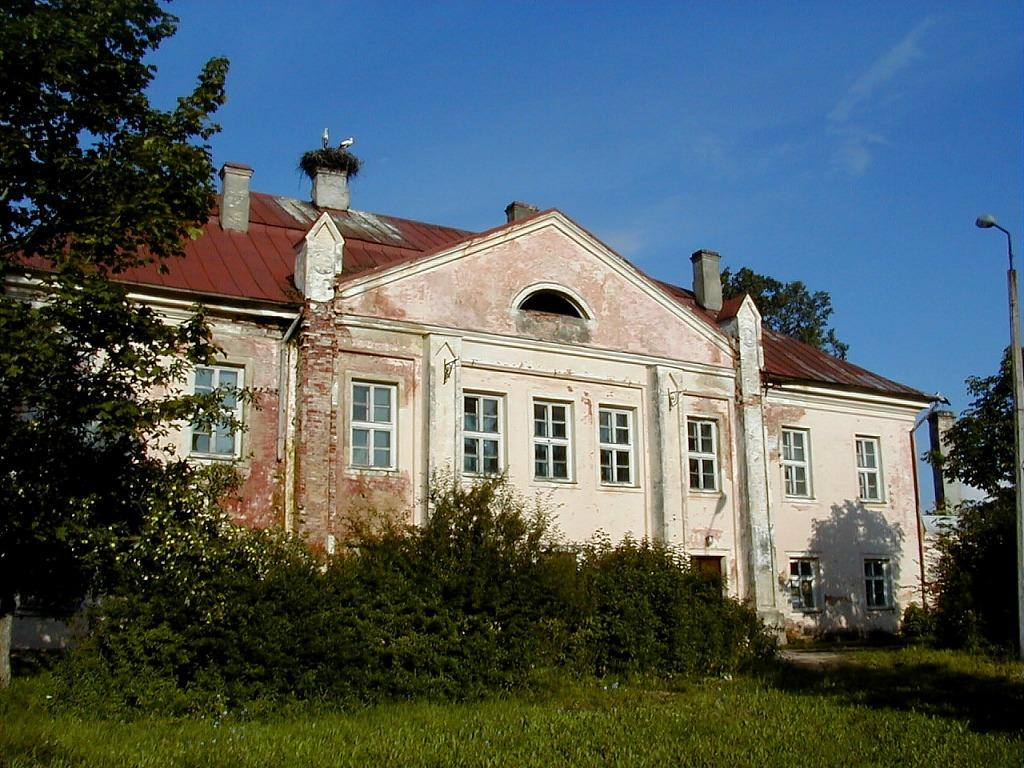
Dwór w Posiniu